# Peter Johnsson (svärdsmed)
Peter Johnsson, född 1965, är en svensk svärdsmed. 
Johnsson har tillverkat svärd till flera filmproduktioner, däribland Arn – Tempelriddaren (2007) och House of the Dragon (2022). Han är representerad vid Metropolitan Museum of Art i New York.
Johnsson började utbilda sig till illustratör på Konstfack på 80-talet och illustrerade därefter omslagen till några av Äventyrsspels rollspel såsom Mutant (I reptilmännens klor, Nekropolis, den grå döden och Järnringen) och Drakar och Demoner (Kandra). Han kom sedan att överge banan som illustratör för att ägna sig åt svärdsmide.
Johnsson bor i Storvreta i Uppland.